# Hipparchia celaeno
Hipparchia celaeno är en fjärilsart som beskrevs av John Henry Leech 1892/94. Hipparchia celaeno ingår i släktet Hipparchia och familjen praktfjärilar. Inga underarter finns listade i Catalogue of Life.